# Ysyk-Köl
L'Ysyk-Köl (in kirghiso Ысык-Көл?, Isık-Köl, AFI: /ɯsɯqkœl/) o Issyk-Kul' (in russo Иссык-Куль?) è un lago salato (ca. 6 g/litro) situato nel Kirghizistan, che costituisce un enorme bacino d'acqua fra i monti Küngey Alatau a nord e i Terskey Alatau a sud, parte della catena montuosa del Tian Shan. Il nome, tradotto, significa "lago caldo".

## Geografia
Con un'estensione di 178 km in lunghezza e 60 km in larghezza e una profondità massima di 668 m, l'Ysyk-Köl (1600 m s.l.m.) è il secondo più grande lago di montagna al mondo dopo il lago Titicaca in Sudamerica. Per quanto riguarda la profondità media (278 m) è il decimo lago al mondo. Caratteristico è il fatto, da cui deriva il nome, che l'acqua non geli mai.
Ai tempi sovietici erano sfruttate le sorgenti termali che si trovano intorno al lago; la popolazione si addensa maggiormente lungo la costa nord del lago, che offre condizioni più favorevoli al popolamento.
L'alveo del lago è un bacino endoreico, cioè ha corsi fluviali affluenti, ma è privo di emissario; in seguito a ciò il livello della superficie del lago è dovuto esclusivamente al bilancio afflussi-evaporazione.
|  |  |

## Storia
Da sempre gravitante nell'orbita politica ed economica della Cina, la regione fu l'epicentro da cui si diffuse la Peste Nera nel 1338 e che investì il mondo arabo e l'intera Europa tra il 1347 ed il 1354, mietendo almeno cinquanta milioni di vittime.
L'intera regione venne acquisita tra il 1868 ed il 1884 da parte della Russia.
I primi coloni russi, ucraini e bielorussi si stabilirono nelle zone vicine al lago nel 1868, seguiti da dungani e uiguri negli anni 1870-1890. La città di Karakol fu fondata nel 1869, dopo di che fu la volta di Tup (nel decennio 1870), Teploklyuchenka (Ak-Suu), Ananyevo, Pokrovka (l'odierna Kyzyl-Suu) e da una serie di altri centri, molti dei quali hanno conservato i loro nomi cosacchi. 
Durante la guerra fredda l'accesso alla zona dell'Ysyk-Köl fu interdetto ai non residenti, a causa di test militari, soprattutto per collaudo di natanti di vario tipo nel lago.

## Centri abitati intorno al lago
Città e villaggi sulle rive del lago, in senso orario:
- Balykchy (centro ferroviario all'estremità occidentale del lago)
- Koshkol'
- Tamchy
- Cholpon-Ata (capoluogo della riva settentrionale)
- Karakol (capoluogo provinciale presso l'estremità orientale del lago)
- Tyup
- Barskon